# Mike Posner
 (novembre 2015).
Si vous disposez d'ouvrages ou d'articles de référence ou si vous connaissez des sites web de qualité traitant du thème abordé ici, merci de compléter l'article en donnant les références utiles à sa vérifiabilité et en les liant à la section « Notes et références ».
Pour les articles homonymes, voir Posner.
Michael Posner, dit Mike Posner (nom prononcé en anglais /'poʊznər/), né le 12 février 1988 à Détroit (Michigan), est un chanteur et producteur américain.

## Enfance
Mike Posner naît à Détroit dans le Michigan, d'un père avocat et d'une mère pharmacienne. Son père est juif et sa mère est catholique. Il étudie au lycée Wylie E. Groves High School et à l'université Duke, où il est membre de la Sigma Nu Fraternity.

## Carrière
Mike Posner sort son premier album, 31 Minutes To Takeoff, le 10 août 2010. Cet album inclut le single Cooler Than Me, classé dans le Top 10 du Billboard Hot 100.
Auparavant, Mike Posner a fait deux mixtapes : One Foot Out The Door et A Matter of Time. Son style musical le fait comparer à de nombreuses stars de la pop. Après son tube Cooler Than Me, on dit de lui qu'il est le nouveau Justin Timberlake (aussi bien par leur talent que par leur ressemblance physique). Mike explique avoir été influencé par le chanteur.
Mike Posner a collaboré avec le rappeur Lil Wayne sur Bow Chicka Wow Wow, extrait de 31 Minutes to Takeoff. Il a également collaboré avec Cher Lloyd sur With Ur Love en 2011. Fin 2011, Mike Posner sort le single Looks Like Sex ainsi que sa troisième mixtape, The Layover. Dans le courant de l'année 2012, Mike Posner coécrit la chanson Boyfriend pour le chanteur Justin Bieber. En 2013, il collabore avec le rappeur américain Rittz sur le single Switch Lanes, qui apparait dans l'album The Life and Times of Jonny Valiant. En 2014, en collaboration avec Big Sean, sort le titre Top of the World.
Il travaille actuellement en studio avec le chanteur canadien Justin Bieber, sur plusieurs musiques, dont une figurera dans son nouvel album.
Début 2016, Mike Posner se classe parmi les meilleurs singles du moment, aux États-Unis et en Europe notamment, avec le titre I Took a Pill in Ibiza remixé par le duo norvégien SeeB.
En mars 2017, mais il a également sorti une nouvelle collaboration avec le chanteur américain blackbear sous le nom de Mansionz (en),. Mansionz est signé chez Island Records.

## Discographie

### Albums studio

#### Solo
- A Matter of Time (2009)
- 31 Minutes to Takeoff (2010)
- At Night, Alone. (2016)
- A Real Good Kid (2019)
- Keep Going (2019)

#### Avec le groupe Mansionz
- Mansionz (2017)
- Mansionz 2 (2023)

### Mixtapes
| Titre                 | Sortie           |
| --------------------- | ---------------- |
| A Matter of Time      | 28 février 2009  |
| One Foot Out the Door | 29 octobre 2009  |
| The Layover           | 22 novembre 2011 |

### Singles
- Cooler Than Me
- I Took a Pill in Ibiza (2015)